# Niesha Jhakry
Niesha Jhakry (12 februari 1985) is een Surinaams politicus. Van 2007 tot 2010 was ze lid van het Nationale Jeugdparlement. Ze werd lid van de Vooruitstrevende Hervormings Partij (VHP) en was in 2015 kortstondig in beeld als kandidaat tijdens de verkiezingen. Tijdens de verkiezingen van 2020 kwam ze wel op de lijst van haar partij te staan. Ze was van 2020 tot 2025 lid van De Nationale Assemblée.

## Biografie
Jhakry heeft twee zussen en een broertje en groeide op in een agrarisch gezin in de Henarpolder in Nickerie. Het verboude rijst en verkocht deze producten op de markt. In 2006 was ze in India voor een studie in literatuur en toegepaste taalkunde in het hindi. In 2015 studeerde ze aan de Anton de Kom Universiteit af met een bachelorgraad in de rechten met als major internationaal recht. Daarna vervolgde ze met een masterstudie in duurzame ontwikkeling. In 2020 wijdde ze zich aan haar afstudeerscriptie over afstandsonderwijs voor studenten in Nickerie. Tijdens haar studie werkte zij net als de andere kinderen voor het levensonderhoud van hun gezin, onder meer op het ministerie van Openbare Werken Transport en Communicatie. Daarnaast zat ze in werkgroepen van verschillende andere ministeries.
Ze is sinds jong geïnteresseerd voor politiek en kandideerde in 2007 met succes in haar district Nickerie voor een zetel in het Nationale Jeugdparlement. Ze kreeg toen 484 stemmen achter zich en diende tot 2010. In deze jaren volgde ze trainingen van onder meer de Junior Chamber International, de Organisatie van Amerikaanse Staten en het VN-Ontwikkelingsprogramma. In 2011 werd ze tevergeefs gekandideerd als jeugdambassadeur voor de Caricom. In 2014 deed ze mee aan debatwedstrijden van Boks.sr.
In 2015 werd ze gepresenteerd als verkiezingskandidaat op de V7-lijst van Nickerie voor de Vooruitstrevende Hervormings Partij (VHP). Na onrust over de samenstelling van de lijst, moesten enkele kandidaten onder wie Jhakry hun plaats afstaan, tot ongenoegen van VHP-jongeren uit Nickerie en Paramaribo. Tijdens de verkiezingen van 2020 nam ze wel deel, met een plaats op nummer 2 van de VHP in Nickerie. Ze kreeg 3.584 kiezers achter zich en werd op 29 juni geïnstalleerd in De Nationale Assemblée (DNA). Haar DNA-lidmaatschap "heeft enorme tol geëist van mij en mijn gezin," zei ze na afloop van haar periode. Ze stelde zich daarom niet meer beschikbaar voor de verkiezingen van 2025. Het gezin kreeg te maken met smaad en bedreigingen om haar kind te ontvoeren. Ze kreeg zelf te maken met fysieke agressie waardoor zij gewond raakte en met gips rondliep.